# 1870年美国
1870年美国，指的是美国在1870年的時局變化。

## 聯邦政府

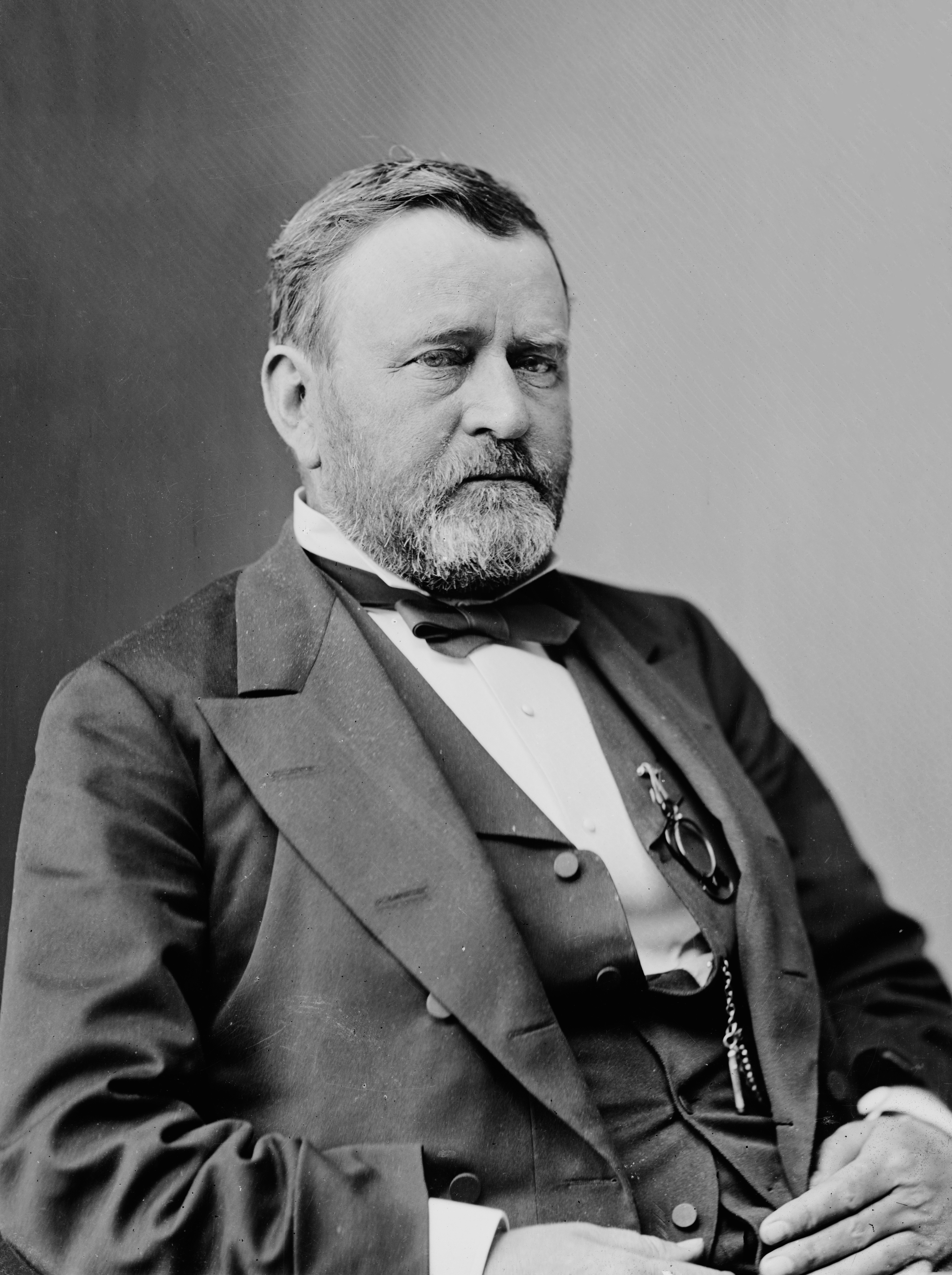
總統：尤利西斯·格兰特
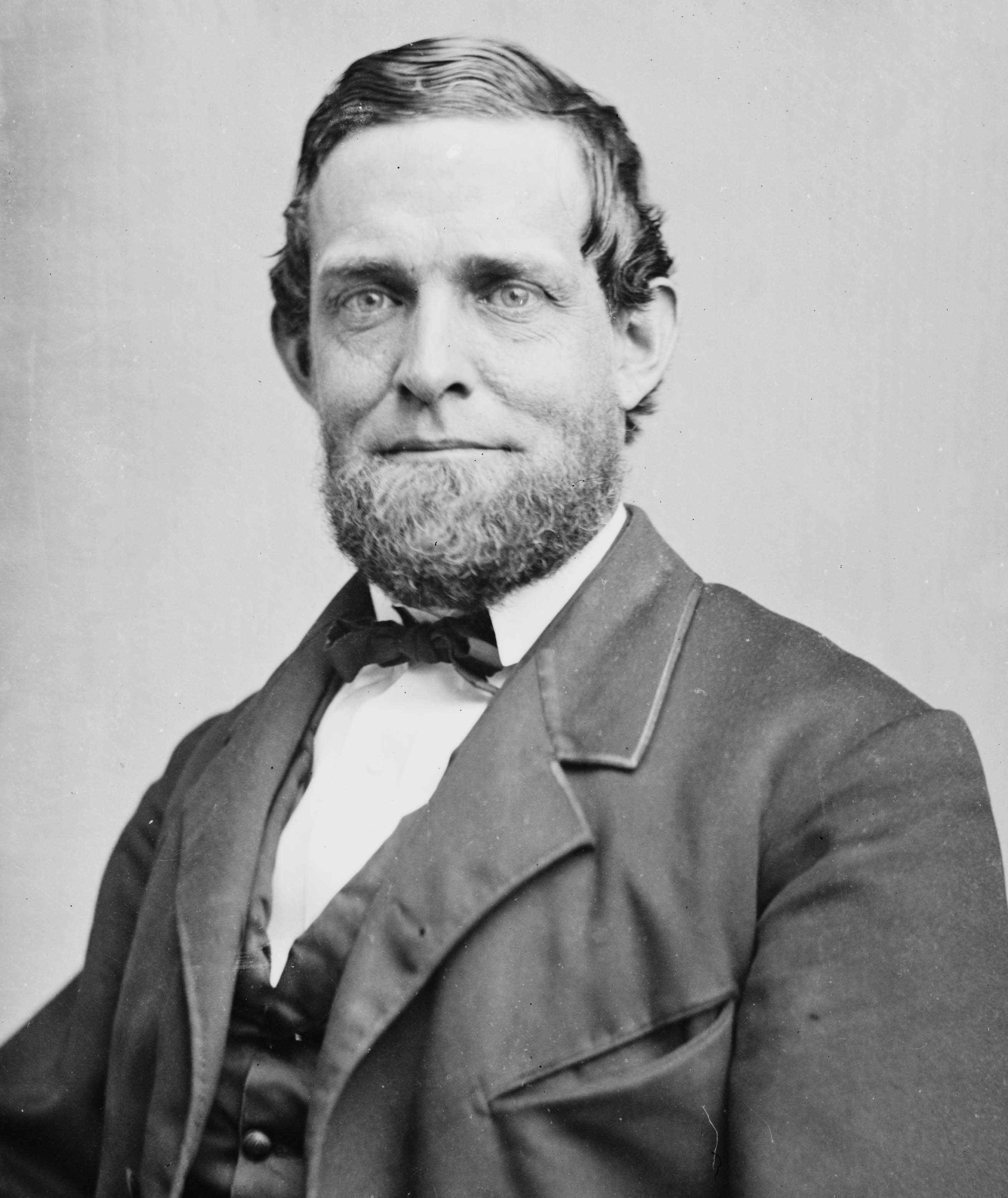
副總統：斯凯勒·科尔法克斯
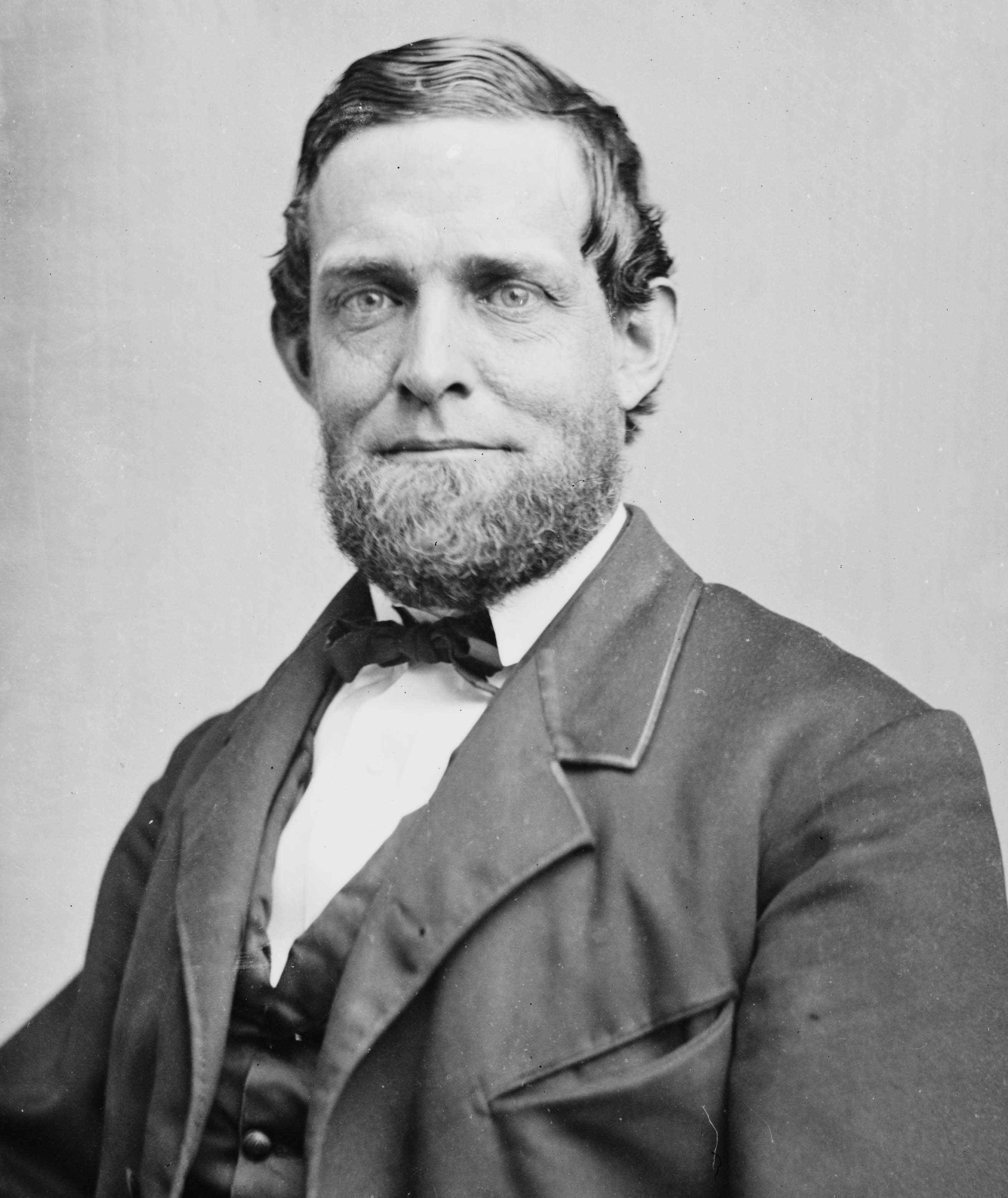
參議院議長：史凱勒·科法斯（副總統兼任）
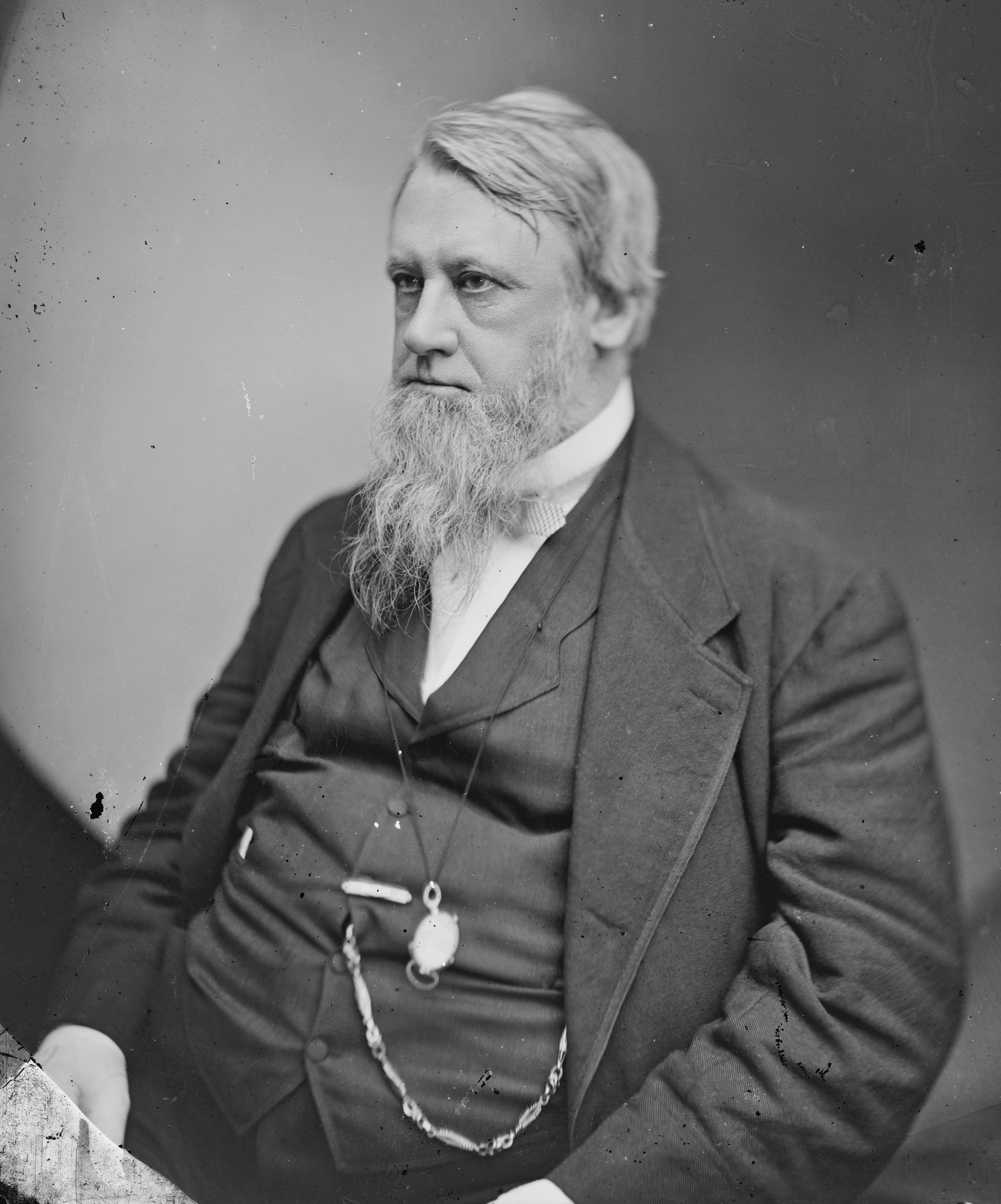
參議院臨時議長：亨利·B·安東尼
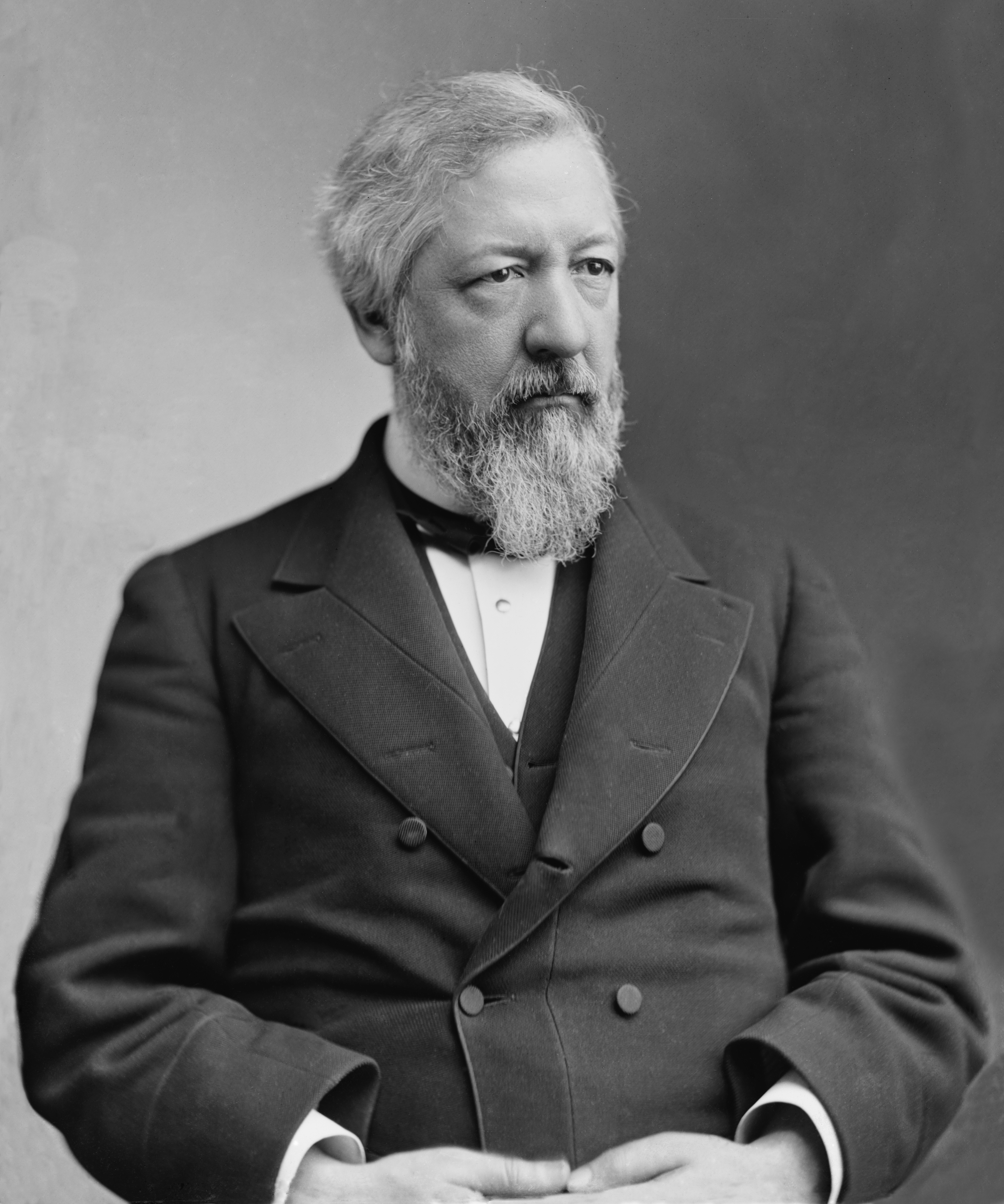
眾議院議長：詹姆斯·G·布莱恩
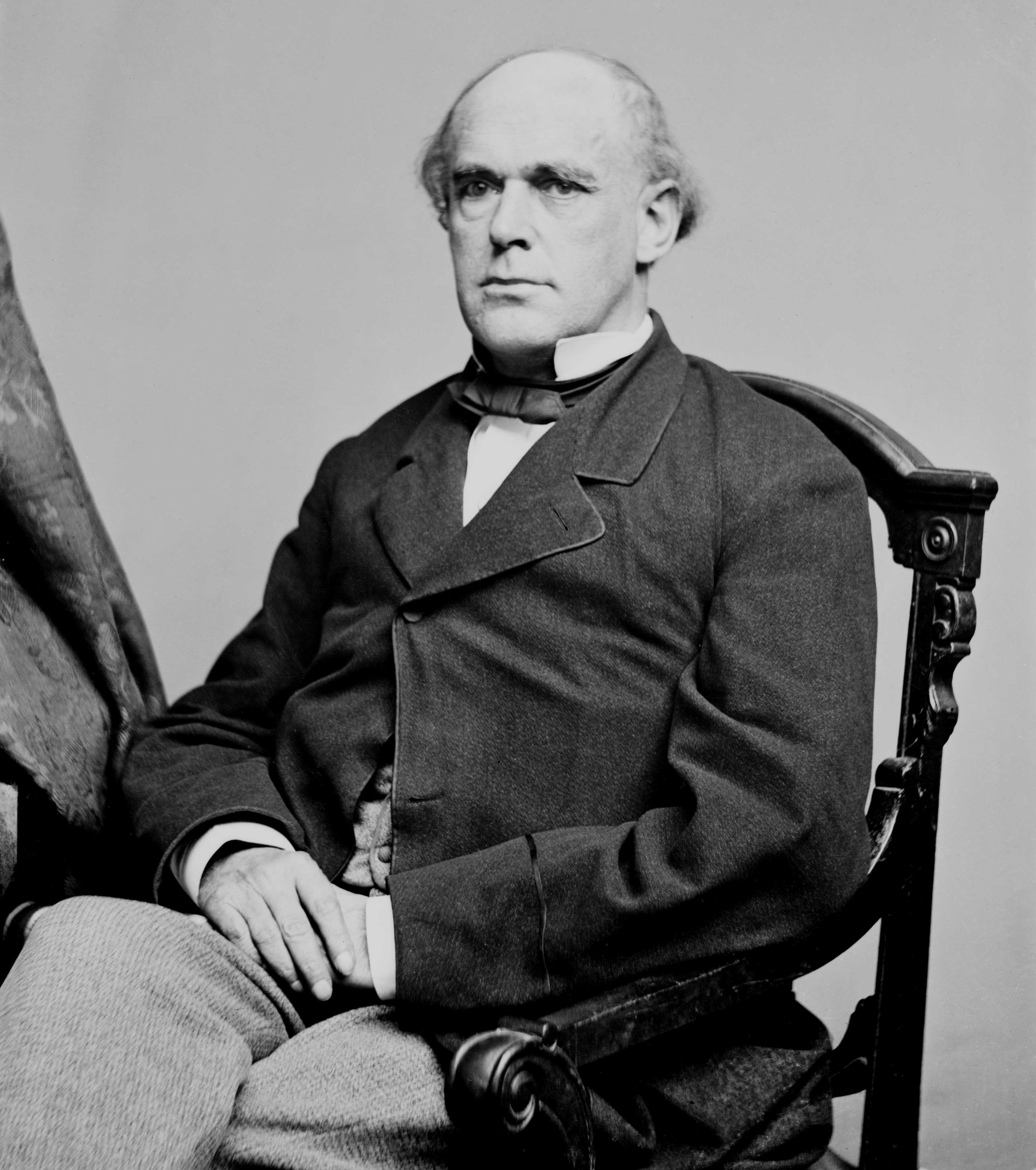
首席大法官：萨蒙·波特兰·蔡斯

## 大事記

### 1月
- 1月1日——布鲁克林大桥的规划完成。
- 1月3日——布鲁克林大桥的建築工程開始。

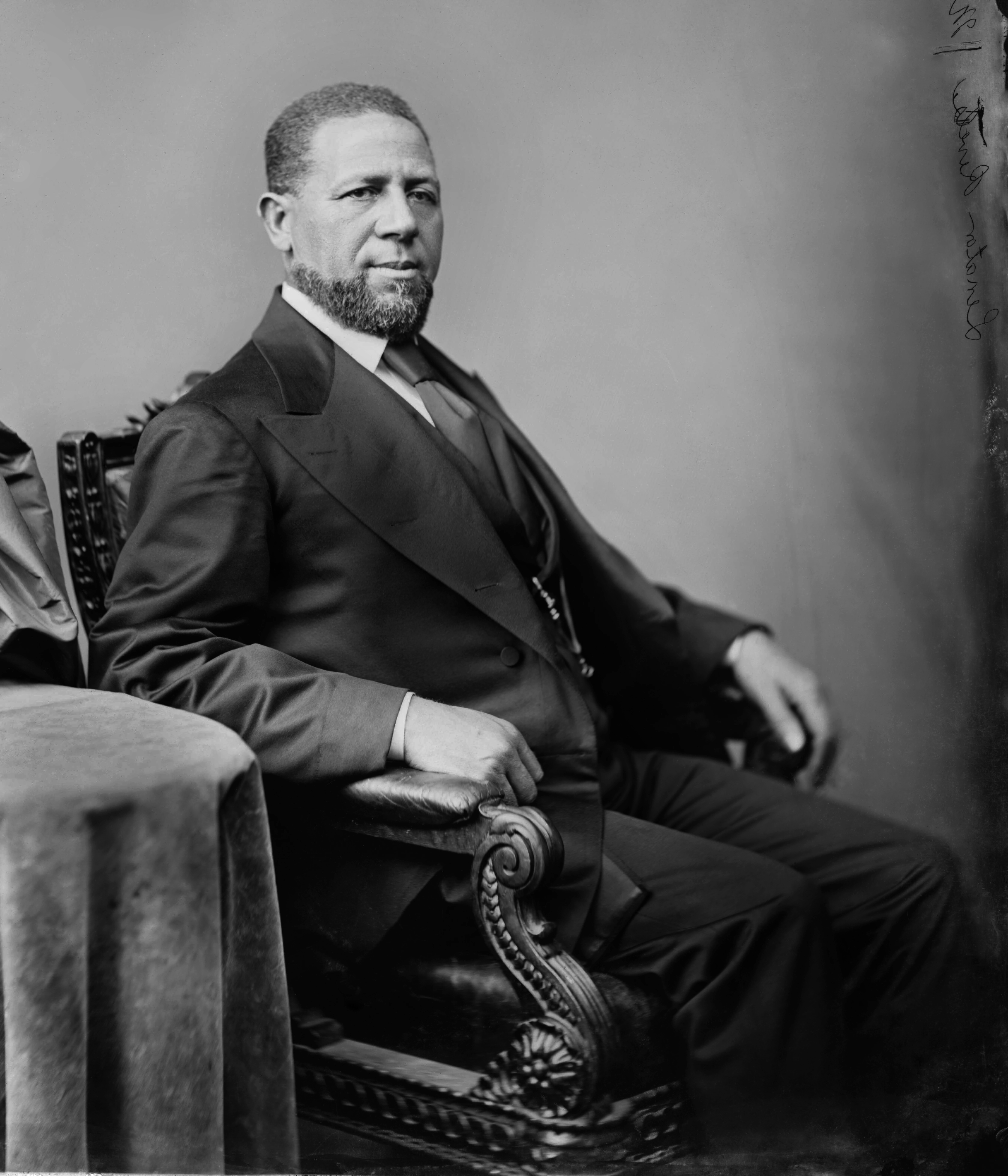
1月25日: 海勒姆·罗兹·雷维尔斯, 第一个 非裔美国人参议员

- 1月10日——约翰·戴维森·洛克菲勒将两间炼油公司Rockefeller, Andrews & Flagler合并为标准石油公司，总部设于克利夫兰
- 1月15日——一部政治漫画首次把驴和民主党相提并论以来讽刺民主党（活猪踢死狮子 《哈珀周刊》）
- 1月26日——弗吉尼亚州重新并入美国。
- 1月27日——第一个大学女生联谊会Kappa Alpha Teeta在德葩大学成立。

### 2月
- 2月3日 — 美国宪法第十五个修正案，旨在保障非洲裔男性的投票权。随后得到批准。[1]
- 2月10日
  - 加州阿纳海姆正式建立。
  - 世界基督教女青年会在纽约成立。
- 2月12日 — 犹他州的妇女开始享有选举权。
- 2月23日 — 密西西比州军事管理结束，重新由联邦政府进行管理。
- 2月25日 — 来自密西西比州的共和党员海勒姆·罗兹·雷威尔斯在参议院宣誓就职，这是第一位非裔美国人参与美国国会。
- 2月26日 — 在纽约，第一条气动地铁开通了。

### 3月
- 3月19日 — 俄亥俄州立法机关通过了《莫雷尔法案》，并因此建立了俄亥俄州农学及工业学院，后来成为俄亥俄州立大学。
- 3月24日 — 雪城大學建立成功并开始正式招生。
- 3月30日
  - 美国国务卿汉密尔顿·菲什宣布，美国宪法第十五号修正案将赋予黑人选举权。[2]
  - 德克萨斯州重建，并重现并入美国。
- 3月31日 — Thomas Mundy Peterson是第一位在选举中参与投票的非裔美国人。

### 4月—6月
- 4月 — 芝加哥棒球俱乐部成立芝加哥白袜队，后来俱乐部改名为芝加哥小熊队，他们的第一场比赛对仗的是全国棒球运动员协会圣路易斯联盟，一个业余的棒球联盟。
- 6月22日 — 美国国会创建美国司法部。
- 6月26日 — 圣诞节被宣布是美国的法定假日之一。

### 7月—9月
- 7月15日 — 重建时代：格鲁吉亚成为最后一个重新并入美国的美利坚联盟国的国家，美利坚联盟国解体。
- 8月17日 — 首先记录了登上雷尼尔山最高峰的荣誉勋章获得者是哈泽德·史蒂夫和范·川普
- 9月6日 — 怀俄明州拉勒米市的路易莎·安·斯旺成为美国第一位自1807以来在大选中可以合法投票的女性。
- 9月18日 — 伯恩·大·多恩探险对在考察黄石公园期间，亨利·德·沃什伯恩曾观察了一个间歇泉并命名为老费思富尔泉。

### 10月—12月
- 10月25日 — 尤塔夫暴动：一个白人恐怖分子在尤托袭击了一群黑人公民，造成了多大四人的死亡。
- 11月1日 — 美国新成立的气象局（后来更名为国家气象局）做出了第一个官方的天气预报：“一个大风在芝加哥和密尔沃基……并沿着湖面前进。”

### 未知日期的
- 安德伍德宪法：在约翰·安德伍德领导的激进共和党人主导制定草案之后，一个修正后有争议的弗吉尼亚州法律在起草之后正式生效。

### 正处于的时期
- 重建时期（1865 - 1877）
- 镀金时代（1869 - 1896）

## 出生
- 1月9日——约瑟夫·施特劳斯,桥梁工程师（1938年去世）
- 1月11日——亚历山大·斯特林考尔德，雕塑家（1945年去世）
- 1月13日——罗斯•格兰维尔·哈里森，生理学家（1959年去世）
- 1月23日——韦廉姆·G·摩根，排球的发明者（1942年去世）
- 2月20日——杰伊·约翰逊·莫罗 ，军事工程师，政治家,第三届巴拿马运河区州长（1937年去世）
- 2月26日——约翰·S·科恩,来自乔治亚州，从1932年到1933年担任美国参议员（1935年去世）
- 3月5日——弗兰克·诺里斯,记者，自然主义者（1902年去世）
- 3月13日
  - 威廉·格拉肯斯，现实主义画家（1938年去世）
  - 希尔·哈里斯，医生（1957年去世）
- 4月4日
  - 柯蒂斯·希登·佩奇,新罕布什尔州教育家，政治家（1946年去世）
  - 乔治·阿尔伯特·史密斯,耶稣基督末世圣徒教会的主教（1951年去世）
- 4月17日——雷·斯坦纳德·贝克,记者，现代历史学家（1946年去世）
- 5月19日——亞伯特·費雪,连环杀手（1936年去世）
- 5月24日——本杰明·N·卡多佐，美国最高法院大法官（1938年去世）
- 7月9日——马修·比尔德,超级百岁老人（1985年去世）
- 7月25日——麦克斯菲尔德·派黎思,插画家（1966年去世）
- 8月3日——作者萝拉·英格斯·怀德的妹妹卡丽·英格斯（1946年去世）
- 8月20日——爱德华·斯坦利·凯洛格，美属萨摩亚第十六任州长（1948年去世）
- 8月25日——米兰·卡萨比,放射线学者（1910年去世）
- 9月2日——杰姆斯·伯特·加纳，化学工程师，发明家（1960年去世）
- 9月21日——埃尔默·达尔文·鲍尔,昆虫学家（1943年去世）
- 9月25日——詹姆斯·A·霍肯，学校教师（1964年去世）
- 9月30日——托马斯•W•拉蒙特，银行家（1948年去世）
- 10月7日——戴夫叔叔梅肯,班卓琴球员和创作歌手（1952年去世）
- 11月2日——约瑟夫·J·沙利文，投机商人（1949年去世）
- 12月12日——沃尔特·贝诺纳·夏普油，石油先驱者（1912年去世）
- 12月23日——约翰•马林,现代派画家（1953年去世）
- 罗伯特·艾姆·班尼特，西方科幻作家（1954年去世）
- 哈尔伯·斯蒂尔，纽约海洋艺术家

## 死亡
- 1月17日——亚历山大·安德森,插画家（生于1775年）
- 1月25日——大卫·贝茨，诗人（生于1809年）
- 3月26日——皮埃尔•苏莱，路易斯安那州的美国参议员,在1847年，1849年到1853年（生于1801年）
- 3月28日——乔治·亨利·托马斯,少將（生于1816年）
- 4月15日——艾玛·威拉德,妇女权利活动家和教育家（生于1787年）
- 4月26日——乔拉·谢拉伯恩,机车设计师和技术记者（自杀）（生于1832年）
- 5月9日——劳伦斯•布雷纳德，来自佛蒙特州的参议员，在1854到1855年间。（生于1794年）
- 6月11日——威廉·吉尔摩希姆斯,南方诗人,小说家,历史学家（生于1806年）
- 6月17日——杰罗姆`拿破仑·波拿巴,农学家,拿破仑一世的侄子,（在英国出生于1805年）
- 6月27日——赛勒斯·金斯伯里，乔克托部落和 切罗基部落的美国公理会的传教士，（死于科克特部落，印第安领地）
- 7月13日,丹尼尔·谢尔登•诺顿，来自明尼苏达州的参议员，在1865到1870年间。（生于1829年）
- 8月14日——大卫·法拉格,内战期间为美国海军的旗舰军官（生于1801年）
- 9月12日——菲兹·休·勒德洛,作家，探险家（生于1836年）
- 10月3日——约瑟夫·莫泽尔，意大利最出名的雕塑家（生于1812年）
- 10月12日
  - 史蒂芬·格林叶，牧师，圣歌作曲人（生于1809年）
  - 罗伯特·李,内战期间北弗吉尼亚州的陆军将军（生于1807年）
- 12月5日——大卫·古弗尼尔·伯内特,政治家（生于1788年）
- 12月16日——拜伦·基尔伯恩，测量员、铁路行政官，政治家（生于1801年）
- 12月28日——威尔逊·兰普金,乔治亚州的州长，来自乔治亚洲的参议员，在1831到1835年间。（生于1783年）

## 另请参阅
- 时间轴的美国历史（1860 - 1899）

## 引用
1. ↑  . www.loc.gov.   [2016-02-02]. （原始内容存档于2011-09-04）.
2. ↑  . memory.loc.gov.   [2016-02-02]. （原始内容存档于2020-10-17）.